# Optică ondulatorie
Optica ondulatorie este o ramură a [fizicii și a opticii în particular în care fenomene ca difracția, interferența și polarizarea luminii sunt explicate prin considerentul că lumina este un fenomen de natură ondulatorie, mai concret o undă electromagnetică. Acest lucru a fost arătat de Maxwell care a afirmat că lumina face parte din spectrul undelor electromagnetice, și deci, ca și celelalte unde electromagnetice, se propagă prin aer cu viteza luminii. 

## Natura și propagarea luminii
Lumina, spre deosebire de celelalte unde electromagnetice, este singura radiație ce poate fi sesizată cu ochii. Ziua ochiul are o sensibilitate spectrală relativ maximă pentru lungimea de undă de 555nm, de culoare galben-verde, care se află în centrul spectrului vizibil. Limitele acestui spectru nu sunt bine cunoscute, deoarece curba de sensibilitate a ochiului se apropie asimptotic de abcisă atât pentru lungimi de undă mari cât și pentru lungimi de undă mici.
De exemplu, energia luminoasă care provine de la Soare către Pământ este transmisă prin intermediul acestor unde electromagnetice care se propagă prin spațiul liber intermediar. Energia care se transmite într-o unitate de timp printr-o secțiune transversală (adică intensitatea radiației luminoase) este descrisă de vectorul Poynting:
{\displaystyle {\bar {\mathbf {S} }}={\frac {1}{\mu _{0}}}({\bar {\mathbf {E} }}\times {\bar {\mathbf {B} }}),}
în care {\displaystyle E} este valoarea instantanee a intensității câmpului electric; {\displaystyle B} este valoarea instantanee a inducției câmpului magnetic.
Lumina transportă impuls, adică ea creează o presiune (a radiației luminoase) asupra obiectelor iluminate. Acest impuls a fost prezis teoretic de către James Clerk Maxwell în 1871 și Adolfo Bartoli în 1876 și a fost demonstrat prin măsurători de Pietr Lebedev (Rusia) în 1900 și Ernest Fox Nichols și Gordon Ferrie Hull în 1901. Dacă radiația luminoasă este reflectată în întregime de obiect (reflexie totală) impulsul este dublu față de cazul când este absorbită de acel obiect. Măsurătorile s-au realizat cu balanța de torsiune a lui Cavendish, obținându-se valoarea 7,01 x 10-6 N/m2, apropiată de valoarea teoretică de 7,05 x 10-6 N/m2 prezisă de Maxwell.

### Măsurători ale vitezei luminii
Lumina se propagă cu o viteză atât de mare încât nicio experiență obișnuită din viața de toate zilele nu sugerează ideea că semnalele luminoase nu se propagă cu viteză infinită. Din cele mai vechi timpuri, intuiția oamenilor a condus la ideea că lumina se propagă instantaneu. Totuși, odată cu dezvoltarea metodelor de măsurare și apariția unor noi modele ce descriau natura, în epoca renașterii se punea tot mai frecvent întrebarea :„cât de repede se propagă lumina?”. Galileo Galilei a fost cel care a ridicat cel mai tranșant această problemă, în prima jumătate a secolului al XVII-lea, a încercat să  determine viteza luminii, mai întâi pe cale experimentală (în jurul anului 1620), apoi a teoretizat problema metodei de determinare. Armand Fizeau a măsurat în 1849 viteza luminii pe o cale neastronomică, obținând valoarea de 3,13 x 108 m/s.
Léon Foucault a înlocuit metoda lui Armand Fizeau înlocuind roțile dințate cu o oglindă rotitoare, metodă folosită timp de 15 ani și de Albert Michelson.

## Dispersia luminii

Dispersia luminii la trecerea printr-o prismă optică

Dispersia cuprinde totalitatea fenomenelor determinate de dependența vitezei de propagare {\displaystyle V={\frac {c}{n}}} (deci și a indicelui de refracție) printr-un mediu transparent de lungimea de undă {\displaystyle \lambda ={\frac {c}{v}}} (deci și de frecvență) a radiației luminoase. Fenomenul a fost descris prima oară de Isaac Newton ca fenomen de descompunere a luminii naturale în radiații componente la trecerea luminii printr-o prismă optică.
Dispersia luminii este mărimea ce exprimă cât de repede variază indicele de refracție în raport cu variația lungimii de undă și este definită prin coeficientul de dispersie:
{\displaystyle D_{\text{n}}={\frac {dn(\lambda )}{d\lambda }}}
în care {\displaystyle dn} reprezintă variația indicelui de refracție pentru o variație a lungimii de undă cu {\displaystyle d\lambda }.
În tehnică, pentru standardizare, este definită dispersia medie și coeficientul de dispersie (pentru caracterizarea unei substanțe):
{\displaystyle \Delta n_{\text{m}}=n_{\text{F}}-n_{\text{c}}}
{\displaystyle \delta n_{\text{r}}={\frac {n_{\text{D}}-1}{\Delta n_{\text{m}}}}={\frac {n_{\text{D}}-1}{n_{\text{F}}-n_{\text{c}}}}}
în care: {\displaystyle n_{\text{D}}} reprezintă valoarea indicelui de refracție al substanței pentru radiația galbenă a sodiului de lungime de undă {\displaystyle \lambda _{\text{D}}} = 580 nm; iar {\displaystyle n_{\text{F}}} reprezintă valoarea indicelui de refracție al substanței pentru radiația albastră a hidrogenului pentru care {\displaystyle \lambda _{\text{F}}} = 480 nm;; iar {\displaystyle n_{\text{c}}} reprezintă valoarea indicelui de refracție al substanței pentru radiația roșie a hidrogenului pentru care {\displaystyle \lambda _{\text{C}}} = 650 nm. Inversul coeficientului de dispersie se numește dispersie relativă. Substanțele cu dispersie medie mică au un coeficient de dispersie mare și au variații regulate a indicelui de refracție în raport cu lungimea de undă, aceste substanțe sunt slab dispersive.

## Absorbția luminii
Absorbția este fenomenul de atenuare a energiei unei radiații electromagnetice în timpul trecerii sale printr-un mediu transparent. Energia care este absorbită de către mediu se transformă în alte forme de energie.
Fluxul energetic {\displaystyle \Phi _{\text{e}}} al undei este energia ce pătrunde în mediu în unitate de timp:
{\displaystyle \Phi _{\text{e}}={\frac {dW_{\text{e}}}{dt}}};
în care {\displaystyle W_{\text{e}}} este energia electromagnetică a radiației luminoase. Fluxul (ca și puterea) se măsoară în wați.

## Interferența luminii
Interferența luminii este fenomenul de suprapunere a două sau mai multe unde luminoase coerente, într-o anumită zonă de spațiu, ducând la obținerea unui tablou staționar cu franje de minim și maxim ce se repetă periodic în acea zonă. Pentru a obține un fenomen de interferență staționară, undele trebuie să aibă aceeași frecvență și să fie coerente, adică să aibă o diferență de fază constantă. Interferența luminii nu este un simplu fenomen de „însumare” a energiei luminoase a undelor ce se compun cu zone de maxim și minim, ci este mult mai complex, ducând la redistribuirea energiei luminoase a undelor cu maxime mai intense decât cele care ar fi rezultat prin simpla însumare și minime întunecate.